# ۱+ (فیلم)
فیلم 1+ (به انگلیسی: +1 film) فیلمی در ژانر مهیج است که توسط دنیس ایلیادیس ساخته شد و در سال ۲۰۱۳ در کشور ایالات متحده آمریکا منتشر شد.

## خلاصه داستان
سه دوست دانشگاهی در یک مهمانی بزرگ شرکت می‌کنند. حادثه ای رخ می‌دهد که دوستی میان این سه نفر را به چالش می‌کشد و حتی ممکن است نتوانند از آن جان سالم به در ببرند.